# Port Ellen
Port Ellen est la deuxième ville la plus importante de l'île écossaise d'Islay après Bowmore.
Son port assure la principale liaison par ferry entre Islay et le reste de l'Écosse, à Kennacraig.
On y trouve la distillerie Port Ellen qui ne produit plus de whisky depuis 1983, mais continue son activité de malterie, fournissant les autres distilleries de l'île.